# 塔姆辛·库克
塔姆辛·库克（英語：Tamsin Cook，1998年12月25日—）生于南非开普敦，是一名澳大利亚女子游泳运动员，主攻中长距离自由泳。她在2007年时随父母移居至澳大利亚珀斯，在那里她接触了冲浪、曲棍球、骑马等多项运动，后来开始专攻游泳。2016年，她成功入选里约奥运澳大利亚游泳队，参加三个小项的比赛，其中在4×200米自由泳接力项目上摘得银牌。2018年6月，她宣布放弃游泳生涯以专注于学业，数月前她因为一场交通事故伤及脖子而无缘参加2018年英联邦运动会。